# 纪古滇说集
《纪古滇说集》，又称纪古滇说原集、纪古滇说、记古滇说集，宋末元初滇人张道宗所著录的一卷本书籍。书末题成书于南宋咸淳元年（1265年，元朝至元二年），但书中有此后之事，可能为成书后作者所补或后人所加。书中内容涉及从唐虞到元初的云南历史、古代神话传说、佛教故事等。

## 作者
张道宗为云南人，《千顷堂书目》记作张宗说，《竹庵传抄书目》记作张道行。

## 内容
该书内容涉及云南地区从远古时期直到元朝初年的事情，有关南诏的内容较为详实，而有关大理的比较粗略。书中内容来源于僰文佚书《白古通记》，所记载的史实年代与其他记载南诏历史的典籍多有差异。